# Opeřený had (divadelní hra)
Opeřený had je exotické drama fiktivního génia Járy Cimrmana, kterou napsal v mládí během svého pobytu (spolu s básníkem J. V. Sládkem) mezi severoamerickými indiány pro ochotnický soubor kmene Hurónů. Je zmiňovaná v rámci hry Divadla Járy Cimrmana Afrika. 
| osoby                                                        | obsazení                                        |
| ------------------------------------------------------------ | ----------------------------------------------- |
| Opeřený had (kmenový šaman)                                  | Seskočil z rudé skály a vyrazil si dech         |
| Tančila jako blázen až do bílého rána (indiánská dívka)      | Lovila veverky v korunách stromů prakem         |
| Skákal přes oheň, až si propálil mokasíny (indiánský mladík) | Kouřil dýmku míru, ačkoli nebyl v radě starších |

Část třetího obrazu
(Tančila jako blázen až do bílého rána a Skákal přes oheň, až si propálil mokasíny na nátlak Tetu sis neměl rozhněvat přicházejí k Opeřenému hadovi.)
Tančila jako blázen až do bílého rána: Opeřený hade, tady Skákal přes oheň, až si propálil mokasíny mi řekl, že by se mnou chtěl žít v jednou stanu.
Opeřený had: Milá Tančila jako blázen až do bílého rána, nedivím se, že Skákal přes oheň, až si propálil mokasíny zahořel k tobě plamenem. Ale není radno dělat ukvapené rozhodnutí.
Skákal přes oheň, až si propálil mokasíny: Opeřený hade, bůvolí kůži na stan mám. Prodal mi jí Ten, který krade.
Opeřený had: Milý Skákale přes oheň, až sis propálil mokasíny, manželství není jen otázkou bůvolích kůží, víš jistě, že hodláš žít s Tančila jako blázen až do bílého rána... 
Skákal přes oheň, až si propálil mokasíny: Ano. 
Opeřený had: Ještě jsem neskončil. Víš jistě, že hodláš žít s Tančila jako blázen až do bílého rána až do konce života? 
Skákal přes oheň, až si propálil mokasíny: Ano.
Opeřený had: A co když se ti po roce, po dvou zalíbí třeba Nerada se myje? 
Skákal přes oheň, až si propálil mokasíny: S Nerada se myje bych v jednou stanu žít nechtěl. 
Opeřený had: To věřím. Ale co třeba Hladila sviště proti srsti, ta je přece krásná? 
Skákal přes oheň, až si propálil mokasíny: Je Opeřený hade, ale nesnesl bych se s její matkou Ječela, až padalo listí. 
Opeřený had: A co o tom, milá Tančila jako blázen až do bílého rána, soudí tvůj otec a můj švagr Tetu sis neměl rozhněvat? 
Tančila jako blázen až do bílého rána: Můj otec Tetu sis neměl rozhněvat má mého Skákala přes oheň, až si propálil mokasíny rád. 
Opeřený had: A co by o tom asi soudila tvá dobrá matka Vydloubla strýci oko, kdyby žila? 
Tančila jako blázen až do bílého rána: Myslím, že moje matka Vydloubla strýci oko by také souhlasila, kdyby žila.
Opeřený had: Dobrá, leč vyčkejte se svatbou do úplňku, než s nákladem svatebních vonných mastí připlave po velké řece Vlčí lejno.